# Focus (Ariana Grande)
"Focus" is een single van de Amerikaanse zangeres Ariana Grande, uitgebracht op 30 oktober 2015. Het is tevens de leadsingle van haar derde studioalbum Dangerous Woman (Japanse versie). Het nummer is geschreven door Grande, Savan Kotecha, Peter Svensson en Ilya.

## Achtergrondinformatie
"Focus" ontving verschillende beoordelingen van muziekcritici. Zo werd de single vergeleken met "Problem", omdat het veel overeenkomsten heeft qua melodie. De single kwam binnen in de Billboard Hot 100 op de zevende plek en werd 113.000 keer gedownload binnen de releaseweek.

## Tracklijst
| Nr. | Titel                                                        | Duur |
| --- | ------------------------------------------------------------ | ---- |
| 1.  | Focus                                                        |      |
| 2.  | Focus (Karaokeversie)                                        |      |
| 3.  | アリアナから日本語メッセージ (Japanse berichtjes van Grande) |      |

| Nr. | Titel | Duur |
| --- | ----- | ---- |
| 1.  | Focus | 3:31 |

## Hitnoteringen

### Nederlandse Top 40
| Hitnotering: 07-11-2015 t/m 06-02-2016 | Hitnotering: 07-11-2015 t/m 06-02-2016 | Hitnotering: 07-11-2015 t/m 06-02-2016 | Hitnotering: 07-11-2015 t/m 06-02-2016 | Hitnotering: 07-11-2015 t/m 06-02-2016 | Hitnotering: 07-11-2015 t/m 06-02-2016 | Hitnotering: 07-11-2015 t/m 06-02-2016 | Hitnotering: 07-11-2015 t/m 06-02-2016 | Hitnotering: 07-11-2015 t/m 06-02-2016 | Hitnotering: 07-11-2015 t/m 06-02-2016 | Hitnotering: 07-11-2015 t/m 06-02-2016 | Hitnotering: 07-11-2015 t/m 06-02-2016 | Hitnotering: 07-11-2015 t/m 06-02-2016 | Hitnotering: 07-11-2015 t/m 06-02-2016 | Hitnotering: 07-11-2015 t/m 06-02-2016 | Hitnotering: 07-11-2015 t/m 06-02-2016 |
| Week:                                  | 1                                      | 2                                      | 3                                      | 4                                      | 5                                      | 6                                      | 7                                      | 8                                      | 9                                      | 10                                     | 11                                     | 12                                     | 13                                     | 14                                     |                                        |
| -------------------------------------- | -------------------------------------- | -------------------------------------- | -------------------------------------- | -------------------------------------- | -------------------------------------- | -------------------------------------- | -------------------------------------- | -------------------------------------- | -------------------------------------- | -------------------------------------- | -------------------------------------- | -------------------------------------- | -------------------------------------- | -------------------------------------- | -------------------------------------- |
| Positie:                               | 34                                     | 13                                     | 10                                     | 7                                      | 8                                      | 12                                     | 15                                     | 16                                     | 17                                     | 20                                     | 22                                     | 22                                     | 31                                     | 36                                     | uit                                    |

### NederlandseSingle Top 100
| Hitnotering: 07-11-2015 t/m 20-02-2016 | Hitnotering: 07-11-2015 t/m 20-02-2016 | Hitnotering: 07-11-2015 t/m 20-02-2016 | Hitnotering: 07-11-2015 t/m 20-02-2016 | Hitnotering: 07-11-2015 t/m 20-02-2016 | Hitnotering: 07-11-2015 t/m 20-02-2016 | Hitnotering: 07-11-2015 t/m 20-02-2016 | Hitnotering: 07-11-2015 t/m 20-02-2016 | Hitnotering: 07-11-2015 t/m 20-02-2016 | Hitnotering: 07-11-2015 t/m 20-02-2016 | Hitnotering: 07-11-2015 t/m 20-02-2016 | Hitnotering: 07-11-2015 t/m 20-02-2016 | Hitnotering: 07-11-2015 t/m 20-02-2016 | Hitnotering: 07-11-2015 t/m 20-02-2016 | Hitnotering: 07-11-2015 t/m 20-02-2016 | Hitnotering: 07-11-2015 t/m 20-02-2016 | Hitnotering: 07-11-2015 t/m 20-02-2016 | Hitnotering: 07-11-2015 t/m 20-02-2016 |
| Week:                                  | 1                                      | 2                                      | 3                                      | 4                                      | 5                                      | 6                                      | 7                                      | 8                                      | 9                                      | 10                                     | 11                                     | 12                                     | 13                                     | 14                                     | 15                                     | 16                                     |                                        |
| -------------------------------------- | -------------------------------------- | -------------------------------------- | -------------------------------------- | -------------------------------------- | -------------------------------------- | -------------------------------------- | -------------------------------------- | -------------------------------------- | -------------------------------------- | -------------------------------------- | -------------------------------------- | -------------------------------------- | -------------------------------------- | -------------------------------------- | -------------------------------------- | -------------------------------------- | -------------------------------------- |
| Positie:                               | 10                                     | 9                                      | 11                                     | 12                                     | 11                                     | 13                                     | 17                                     | 23                                     | 27                                     | 17                                     | 24                                     | 28                                     | 36                                     | 46                                     | 66                                     | 98                                     | uit                                    |

### 3FM Mega Top 50
| Positie: | 24 | 9 | 12 | 12 | 9 | 9 | 14 | 19 | 25 | 27 | 22 | 29 | 29 | 40 | 47 | uit |

## Releasedata
| Land                | Releasedatum    | Formaat                               | Label           |
| ------------------- | --------------- | ------------------------------------- | --------------- |
| Verenigd Koninkrijk | 30 oktober 2015 | Muziekdownload                        | Republic        |
| Verenigde Staten    | 3 november 2015 | Radio                                 | Republic        |
| Italië              | 6 november 2015 | Radio                                 | Universal Music |
| Japan               | 4 december 2015 | Cd-maxisingle (standaard editie)      | Universal Music |
| Japan               | 4 december 2015 | Cd-maxisingle (deluxe/limited editie) | Universal Music |